# Астроида
У математици, астроида је посебна врста криве: хипоциклоида код које је однос полупречника покретне и фиксиране кружнице једнак 1/4. Посматрамо кружницу полупречника {\displaystyle r} која се котрља по унутрашњој страни друге, фиксиране кружнице полупречника {\displaystyle R=4r}. Астроида је трајекторија проивољно изабране тачке на мањој кружници.
То је, такође и супер елипса код које је n=2/3 и a=b.

## Назив
Порекло имена астроида може се наћи у грчкој речи за звезду. Ова крива је раније називана и кубоциклоидом и парациклом.

## Једначина астроиде
Параметарске једначине астроиде која настаје када је полупречник фиксираног круга једнак {\displaystyle R} добијамо из једначина хипоциклоиде. Ако искористимо да је m=1/4, биће:

{\displaystyle x=R\cos ^{3}t,\qquad y=R\sin ^{3}t}.

Елиминацијом параметра добијамо често употребљаван облик једначине астроиде:

{\displaystyle x^{2/3}+y^{2/3}=R^{2/3}}.

Астроида се може представити и једначином:

{\displaystyle (x^{2}+y^{2}-R^{2})^{3}+27R^{2}x^{2}y^{2}=0}.

## Основне особине
Астроида је  равна алгебарска крива са особином да јој је род једнак нули.
Спада у алгебарске криве шестог реда, и има десет сингуларитета, од чега четири у реалној равни, који се налазе у врховима звезде и шест комплексних сингуларитета (2 у бесконачности и 4 двострука).
Еволута астроиде је такође астроида, слична датој, са коефицијентом сличности 2, дакле двоструко већа.
Дужина лука астроиде од тачке на позитивном делу x-осе, до произвољне тачке {\displaystyle M(t)} једнака је {\displaystyle l={\frac {3}{2}}R\sin ^{2}{\frac {t}{4}}}. Дужина једне гране је {\displaystyle l={\frac {3}{2}}R}, а дужина целе криве {\displaystyle l=6R}
Дуж дужине једнаке полупречнику фиксиране кружнице којој једна крајња тачка клизи по x-оси, а друга по y-оси, је тангента астроиде, па је астроида омотач дужи константне дужине којима крајеви клизе по две међусобно нормалне праве.

## Где се може видети астроида
Стари лого компаније U.S. Steel садржао је три астроиде, плаву, жуту и црвену.
Данас се може видети на заштитном знаку Питсбург Стилерса, једног од познатијих рагби тимова.

## Извори и литература
- А. А. Савелов, Равнинске кривуље, Школска књига, Загреб, 1979.